# Kılıçkaya, Yusufeli
Kılıçkaya là một thị trấn thuộc huyện Yusufeli, tỉnh Artvin, Thổ Nhĩ Kỳ. Dân số thời điểm năm 2010 là 1.277 người.